# Devecipınar, Boğazlıyan
Devecipınar là một thị trấn thuộc huyện Boğazlıyan, tỉnh Yozgat, Thổ Nhĩ Kỳ. Dân số thời điểm năm 2010 là 574 người.